# The Veiled City

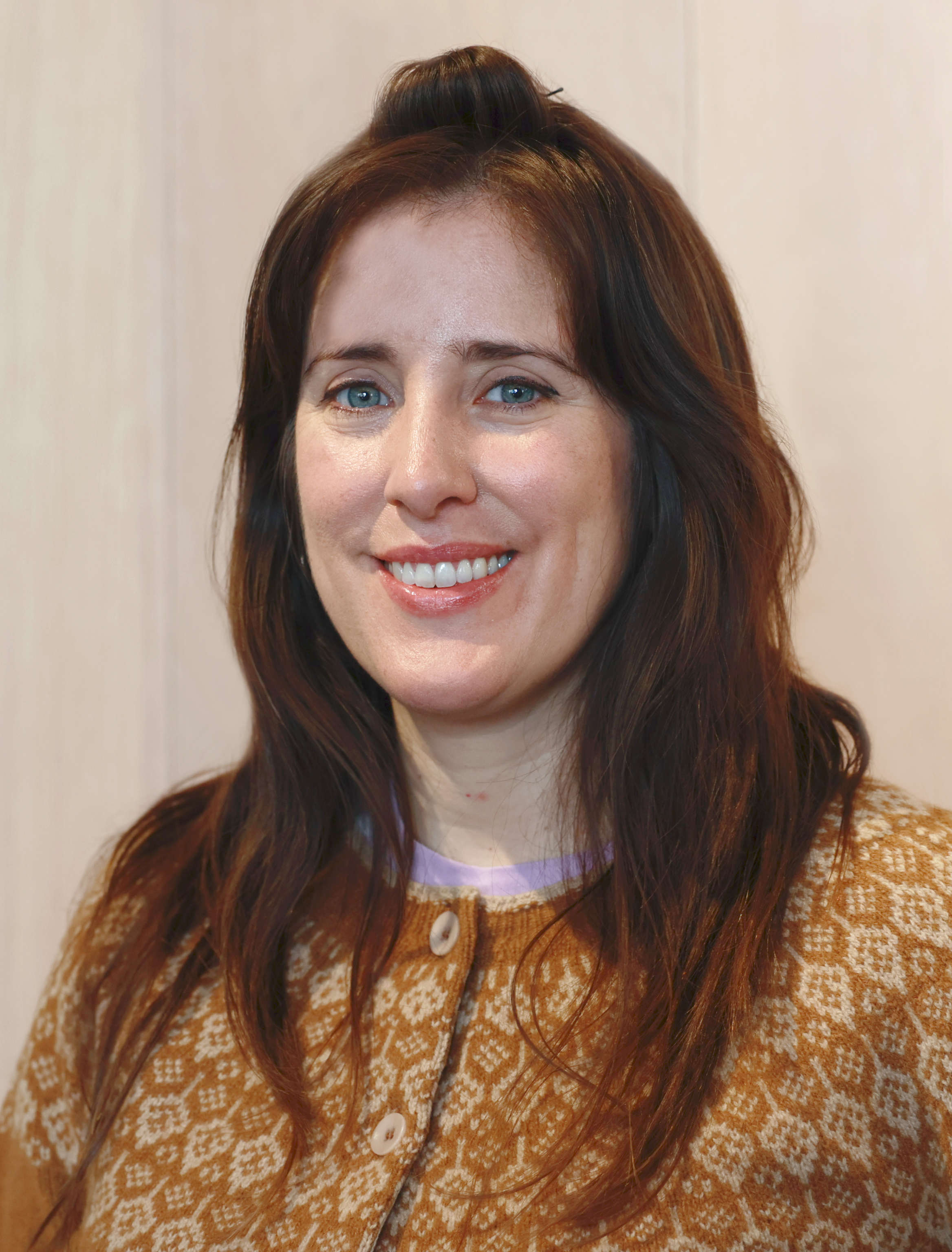
Regisseurin Natalie Cubides-Brady, 2023

The Veiled City ist ein britischer Kurzfilm unter der Regie von Natalie Cubides-Brady aus dem Jahr 2023. Der Film feierte am 19. Februar 2023 auf der Berlinale seine Weltpremiere in der Sektion Berlinale Shorts.

## Handlung
Historische Filmaufnahmen aus dem Jahr 1952 wurden in diesem Film zu einer unheimlichen Collage zusammengefügt, die als Zukunftsvision fungiert. In diesem Jahr ereignete sich die Smog-Katastrophe in London, in der die Stadt als Folge der Industrialisierung in einem dichten Nebel aus Abgasen versank und Tausende an Atemproblemen starben. Worte und Bilder längst Verstorbener werden zum Material einer dystopischen Filmfantasie, die als Vorbote gelesen werden kann.

## Produktion

### Filmstab
Regie führte Natalie Cubides-Brady, von der auch das Drehbuch stammt. Die Musik komponierte Athena Varosio und für den Filmschnitt war Ona Bartroli verantwortlich.
Die Rolle der Erzählerin übernahm Aerynne Eastwood. 

### Produktion und Förderungen
Produziert wurde der Film von Jacob Swan Hyam, Produktionsfirma war JSH Films, London.

### Dreharbeiten und Veröffentlichung
Der Film feierte am 19. Februar 2023 auf der Berlinale seine Weltpremiere in der Sektion Berlinale Shorts.

## Auszeichnungen und Nominierungen
- 2023: Internationale Filmfestspiele Berlin